# Walking on Air
Pistes de Prism
Birthday
(3) Unconditionally
(5)
Walking on Air est une chanson écrite et enregistrée par la chanteuse américaine Katy Perry, tirée de son quatrième album studio, Prism. Cette chanson est sortie le 30 septembre 2013 en tant que deuxième single promotionnel issue de l'album. Avant la sortie du single, le morceau faisait partie des deux titres - l'autre étant Dark Horse - qui étaient en compétition pour être dévoilé avant la date de sortie effective de l'album. Le concours a été organisé par Pepsi et les fans devaient voter pour le gagnant en envoyant des tweets.

## Genèse et développement

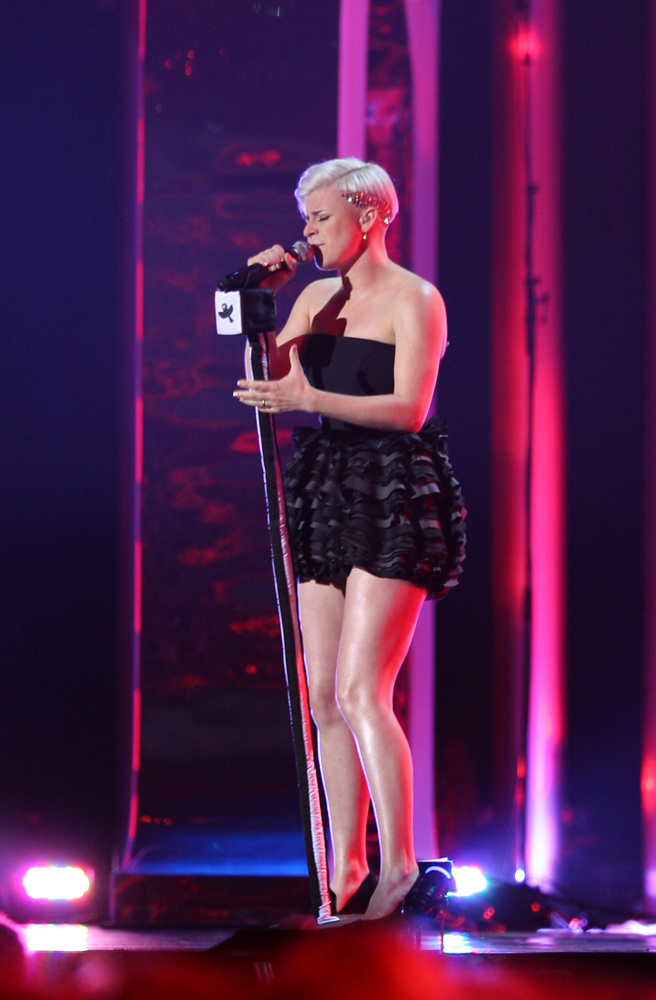
L'artiste suédoise Robyn a été notée comme source d'inspiration pour Walking on Air et This Is How We Do.

En juillet 2012, Perry révéla lors d'une interview pour L'Uomo Vogue qu'après la sortie de son film-documentaire, Katy Perry: Part of Me, elle souhaitait prendre une pause de façon à être inspirée une nouvelle fois pour enregistrer un nouvel album, déclarant : « Je vais disparaître un peu. Je veux m'en aller et écrire des chansons dans les bois ou quelque chose comme ça. Je vais me déconnecter, enlever mes extensions capillaires, me sentir naturelle de nouveau. Je vais me 'débrancher' et me ressourcer, si ça a du sens. Je vais aller loin. Je suis sûr que vous savez qu'il est temps pour moi de partir » . En décembre 2012, Perry réitéra ces déclarations dans une interview avec Billboard, disant qu'elle voulait prendre un certain temps avant de commencer un nouveau projet :

« Je suis une adulte et ce que je ne vais pas faire, c'est de me précipiter pour échouer, de me tirer moi-même dans le pied. J'ai besoin de vivre si j'ai quelque chose d'intéressant à chanter. Ça a toujours été le cas pour moi..... Je sais exactement à quoi ressemblera le disque que je veux faire. Je vois la pochette, la couleur et les sons..... je sais même quelle type de tournée je ferais dans le futur. Je serai très heureuse si la vision que j'ai dans ma tête se concrétise. »

En avril 2013, Perry annonça qu'elle était à mi-chemin sur la conception de l'album.
Cet album annoncé par la chanteuse c'est Prism dont la date de sortie est prévue pour le 22 octobre 2013.
Plusieurs titres de l'Album ont été dévoilés avant sa sortie tel que Roar et
Dark Horse.

## Composition
Enregistré à Stockholm, Walking on Air a été produit par le producteur musical et compositeur suédois Klas Åhlund . Il s'agit d'une chanson inspirée par les débuts de la musique house des années 1990 ,,,. La chanson, avec neuf autres pistes tirées de Prism, a d'abord été révélée lors d'une fête organisée pour l'écoute de l'album à New York . Perry a cité Finally de CeCe Peniston et 100% Pure Love des Crystal Waters comme sources d'inspiration pour le son qu'elle cherchait à obtenir pour cette chanson . Kyle Anderson d'Entertainment Weekly a décrit le titre comme une « explosion d'adrénaline dancefloor David Guetta-esque », tandis que James Montgomery de MTV a déclaré qu'il s'agissait d'un « bourrage répétitif » .
La chanson a été écrite par Åhlund, Perry, Max Martin, Adam Baptiste et Caméla Leierth. Ses paroles ont été décrites comme étant du « pur Perry » et « un état de pure joie [reflétant] un style proche de Teenage Dream ». La chanson dépeint une connexion entre Perry et un individu ainsi que leurs « limites émotionnelles et sexuelles » .
Quelques chansons du disque ont été décrites comme « évoquant » la musique de la chanteuse pop suédoise Robyn ; comme en témoigne justement les pistes Walking on Air et This Is How We Do.

## Performances en direct

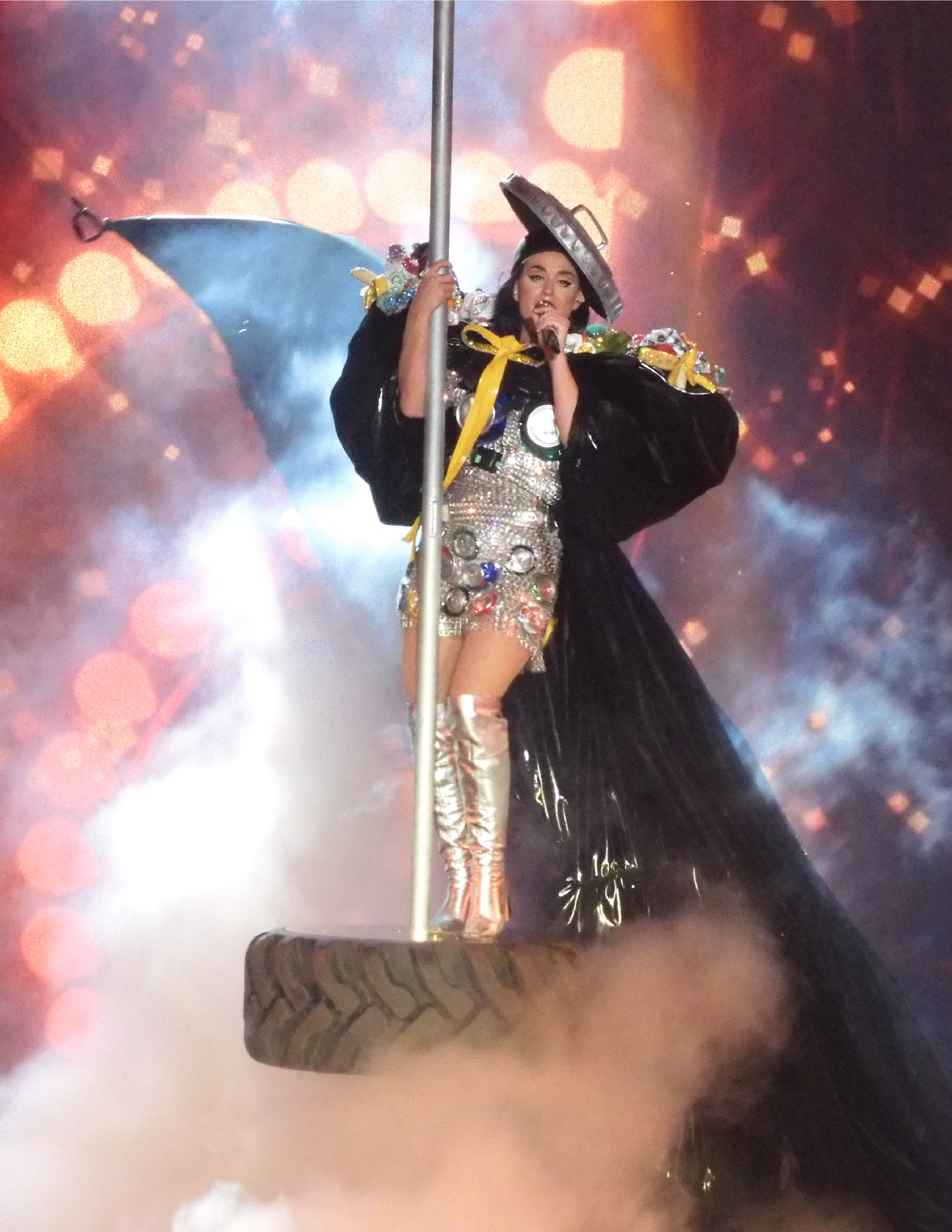
Katy Perry jouant au Resorts World de Las Vegas

Le 30 septembre 2013, le jour où la chanson a été dévoilée, Katy l'interpréta pour la première fois lors de la clôture de l'édition 2013 de l'iTunes Festival à Londres, avec Roar, Dark Horse et un autre titre extrait de Prism, intitulé By the Grace of God, ainsi que d'autre singles extraits de ses précédents albums .

## Listes des pistes
- Téléchargement légal [11]

1. Walking on Air – 3:42

## Classements
| Classement (2013)                       | Meilleure position |
| --------------------------------------- | ------------------ |
| Australie (ARIA Digital Track Chart)    | 18                 |
| Autriche (Ö3 Austria Top 40)            | 35                 |
| Belgique (Flandre Ultratop 50 Singles)  | 44                 |
| Belgique (Wallonie Ultratop 50 Singles) | 30                 |
| Corée du Sud (Gaon Interbational)       | 23                 |
| Danemark (Tracklisten)                  | 25                 |
| Espagne (PROMUSICAE)                    | 15                 |
| France (SNEP)                           | 25                 |
| Irlande (IRMA)                          | 13                 |
| Italie (FIMI)                           | 20                 |
| Nouvelle-Zélande (RMNZ)                 | 12                 |
| Pays-Bas (Single Top 100)               | 47                 |

## Historique de sortie
| Pays  | Date              | Format               | Label           |
| ----- | ----------------- | -------------------- | --------------- |
| Monde | 30 septembre 2013 | Téléchargement légal | Capitol Records |